# Liste de monuments à Għajnsielem
Cette page a pour but de référencer les monuments à Għajnsielem, une ville de l'île de Gozo, à Malte.
Ces monuments sont répertoriés à l'Inventaire national des biens culturels des îles maltaises,. Il s'agit également de propriétés classées de « niveau 1 » au registre des biens répertoriés de Malte maintenu par l'Autorité de planification de Malte. Ces derniers sont désignés par un ID commençant par les lettres MSPR.

## Liste
| Nom                                      | Destination au XXIe siècle                                                                   | Localisation                                      | Photo | Commentaire |
| ---------------------------------------- | -------------------------------------------------------------------------------------------- | ------------------------------------------------- | ----- | --- |
| Tour Sainte-Marie                        | Musée                                                                                        | Triq il-Gvernatur, Comino                         |       | |
| Tour Mġarr ix-Xini                       | Monument historique                                                                          | Mġarr ix-Xini                                     |       | |
| Chapelle Santa Cecilia                   | Exécrée                                                                                      | Ix-Xewkija                                        |       | |
| Batterie de Sainte-Marie                 | Restaurée en 1996 par l'organisation de conservation du patrimoine maltais, Din l-Art Ħelwa. | Comino                                            |       | Construite en 1716, en même temps que d'autres batteries Maltaises, elle est située face au canal Sud de Comino. C'est une structure semi-circulaire avec des meurtrières faisant face à la mer. La batterie abrite toujours deux canons de 24 livres dans un bon état de conservation. À l'origine son armement incluait quatre canons de 6 livres. |
| Église paroissiale Notre-Dame de Lorette | En service                                                                                   | Triq J.F. De Cambray                              |       | |
| Oratoire de Saint-Antoine de Padoue      |                                                                                              | Pjazza Madonna Ta' Loreto c/w Triq Ramon Perellos |       | Au coin nord de la place. |
| Oratoire de la Vierge du Refuge          |                                                                                              | Pjazza Madonna Ta' Loreto c/w Triq Ramon Perellos |       | À l'angle sud d'un bâtiment. La niche est composée d'une console inversée avec maintien d'un lampadaire en fonte. La partie supérieure de la niche est constituée d'un arc en plein cintre avec une clé de voûte à volutes et une croix. La statue de la « Madone de Porto Salvo », grandeur nature, est de grande qualité, avec une attention portée aux détails. La Madone est représentée dans une position royale, un pied en avant, face au dévot. vers l'avant et faisant face directement à la dévote portant l'Enfant Jésus. Le Christ est sculpté vêtu d'un pagne et tenant un globe terrestre surmonté d'une croix. Sous le groupe de statues groupe de statues, il y a un petit bateau. |